# Patriotas de Rusia
Patriotas de Rusia (en ruso: Патриоты России) fue un partido político ruso. Fue fundado el 25 de abril de 2002 sobre la base de unión de una serie de partidos y organizaciones públicas que formaban parte de la coalición "Patriotas de Rusia", tales son el Partido Nacional Soberano de Rusia, el Partido Ruso del Trabajo y la Unión de Patriotas de Rusia. Jurídicamente el partido fue fundado mediante el cambio de nombre y administración del Partido Ruso del Trabajo. Un nuevo registro con una nueva denominación se produjo en julio de 2005.
El 23 de noviembre de 2008 el partido Patriotas de Rusia se fusionó con el Partido Ruso de la Paz y la Unidad, mediante la unión de ese partido al partido Patriotas de Rusia.
El 28 de enero de 2021, Patriotas de Rusia se integró al partido Rusia Justa.

## Objetivos
Patriotas de Rusia proponía una serie de bloques de leyes, cuales tenían como finalidad "devolverle al pueblo las riquezas estratégicas nacionales", reformar el sistema político, asegurar la salud pública, la educación gratuita, la accesibilidad para eventos culturales, reanimar los programas de construcción de viviendas asequibles y rebajar los intereses hipotecarios, entre otros. El partido también sostenía una estricta política inmigratoria, que permitiese inmigrar solo a profesionales de alta calificación.

## Resultados electorales

### Elecciones legislativas
| Elecciones | Cabeza de lista  | # de votos | %     | Escaños | Estatus              | Notas |
| ---------- | ---------------- | ---------- | ----- | ------- | -------------------- | ----- |
| 2007       | Guennadi Semigin | 615.417    | 0,89% | 0/450   | Fuera del parlamento |       |
| 2011       | Guennadi Semigin | 639.119    | 0,97% | 0/450   | Fuera del parlamento |       |
| 2016       | -                | 310.015    | 0,59% | 0/450   | Fuera del parlamento |       |